# Squad Busters
Squad Busters è un videogioco d'azione sviluppato e pubblicato da Supercell il 29 maggio 2024.

## Sviluppo
Il videogioco fu annunciato il 31 gennaio 2023 per poi avere un rilascio limitato in versione beta il 6 febbraio dello stesso anno solo per il Canada per poi terminare il 16 febbraio. Successivamente a maggio 2023 fu annunciata un'altra beta limitata (solo per Android) che durò dal 22 maggio fino al 29 maggio disponibile solo in Canada, Messico e Spagna.
Dopo quasi un anno dall'ultima beta il 1º aprile 2024 furono annunciate "tante novità entusiasmanti" per il futuro del gioco. Successivamente l'8 aprile dello stesso anno viene annunciato che il gioco sarà disponibile in soft launch dal 23 aprile in Canada, Messico, Spagna, Norvegia, Finlandia, Danimarca e Singapore.
Il 25 aprile 2024 viene rivelato che il videogioco sarà pubblicato globalmente il 29 maggio dello stesso anno.
Nel videogioco sono presenti 4 eroi e 25 personaggi da altri prodotti Supercell, 11 da Clash Royale/Clash of Clans, 12 da Brawl Stars, 2 da Hay Day, 4 da Boom Beach e 1 da Hay Day Pop.

## Modalità di gioco
Nel videogioco sono presenti in tutto 44 mostri, 26 modificatori e 13 incantesimi diversi; i modificatori sono scelti casualmente a inizio partita invece gli incantesimi sono abilità dei personaggi.
Una partita consiste nel raccogliere più gemme possibili in una partita online da 10 giocatori che sono ottenibili sconfiggendo i mostri, tagliando alberi, raccogliendo carote, cercando tra i cespugli, distruggendo casse, ottenendo monete e sconfiggendo i nemici se ne posseggono altre.
A inizio partita viene chiesto di scegliere tra 2 personaggi casuali in tuo possesso e per ottenere altri personaggi durante il corso dell'incontro è necessario raccogliere le monete che sono trovabili nello stesso modo delle gemme, quando ottenute le monete necessarie il giocatore può avvicinarsi ad una cassa che richiede un numero specifico di monete, che aumenta in base a quanti personaggi possiedi in quel momento, per scegliere di nuovo 1 tra 2 personaggi casuali.
Nella partita i personaggi in tuo possesso sono in un gruppo che viene mosso dal giocatore tutto insieme, attorno al gruppo è presente "un'area d'attacco" in cui se il gruppo è fermo e nell'area è presente un oggetto, un mostro o un nemico, verrà attaccato dal gruppo.
Se vengono scelti 2 personaggi uguali, essi si fondono in un unico personaggio più grande, stessa cosa se sono 3 uguali.